# Heliococcus ziziphi
Heliococcus ziziphi är en insektsart som beskrevs av Borchsenius 1958. Heliococcus ziziphi ingår i släktet Heliococcus och familjen ullsköldlöss. Inga underarter finns listade i Catalogue of Life.